# اچ‌ام‌تی آلویس
اچ‌ام‌تی آلویس (به انگلیسی: HMT Alvis) یک کشتی بود که طول آن ۱۲۵ فوت (۳۸ متر) بود. این کشتی در سال ۱۹۱۸ ساخته شد.